# Franz Konrad von Rodt

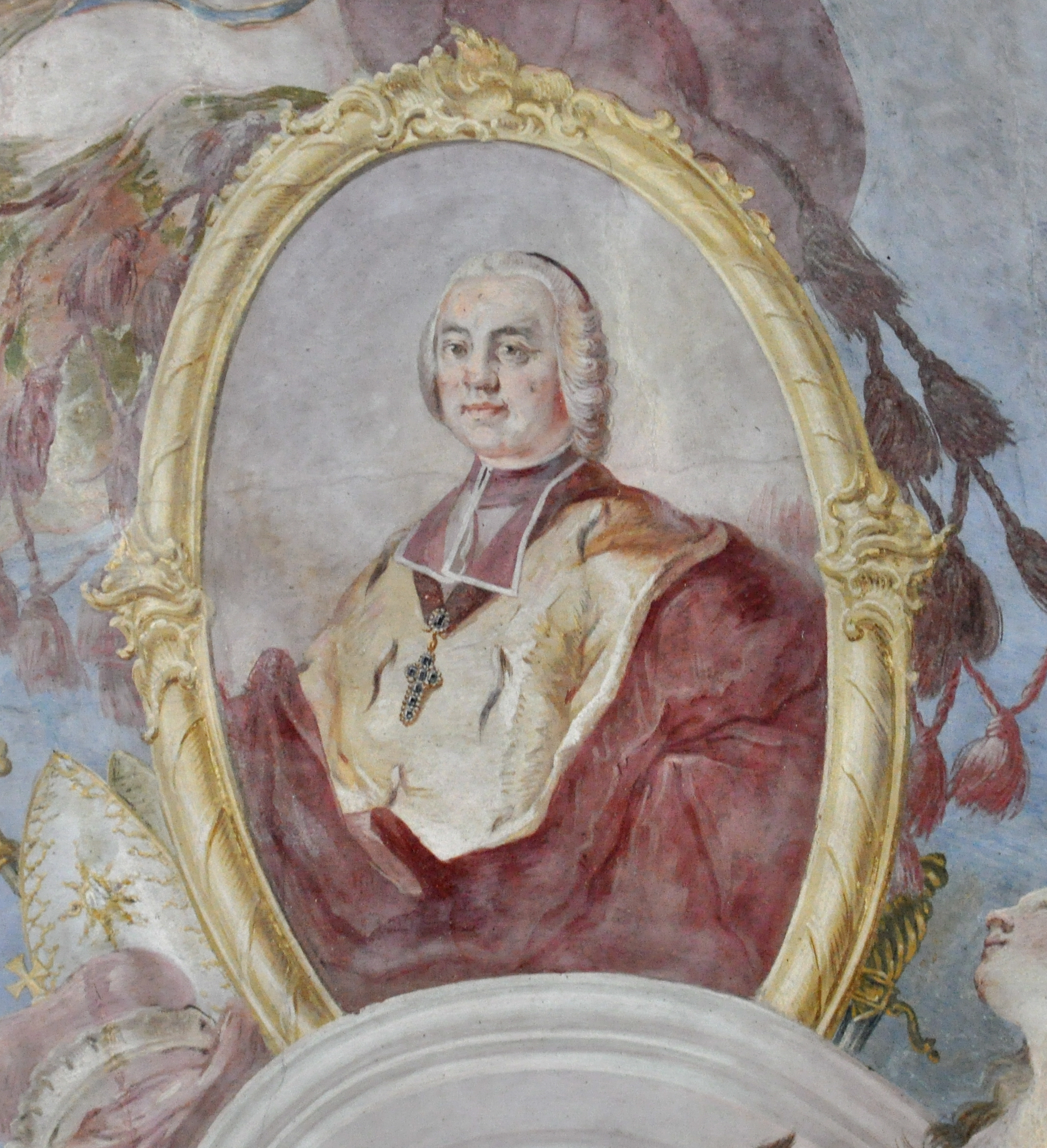
Joseph Ignaz Appiani: Porträt Franz Konrad von Rodt, Deckengemälde im Neuen Schloss Meersburg.

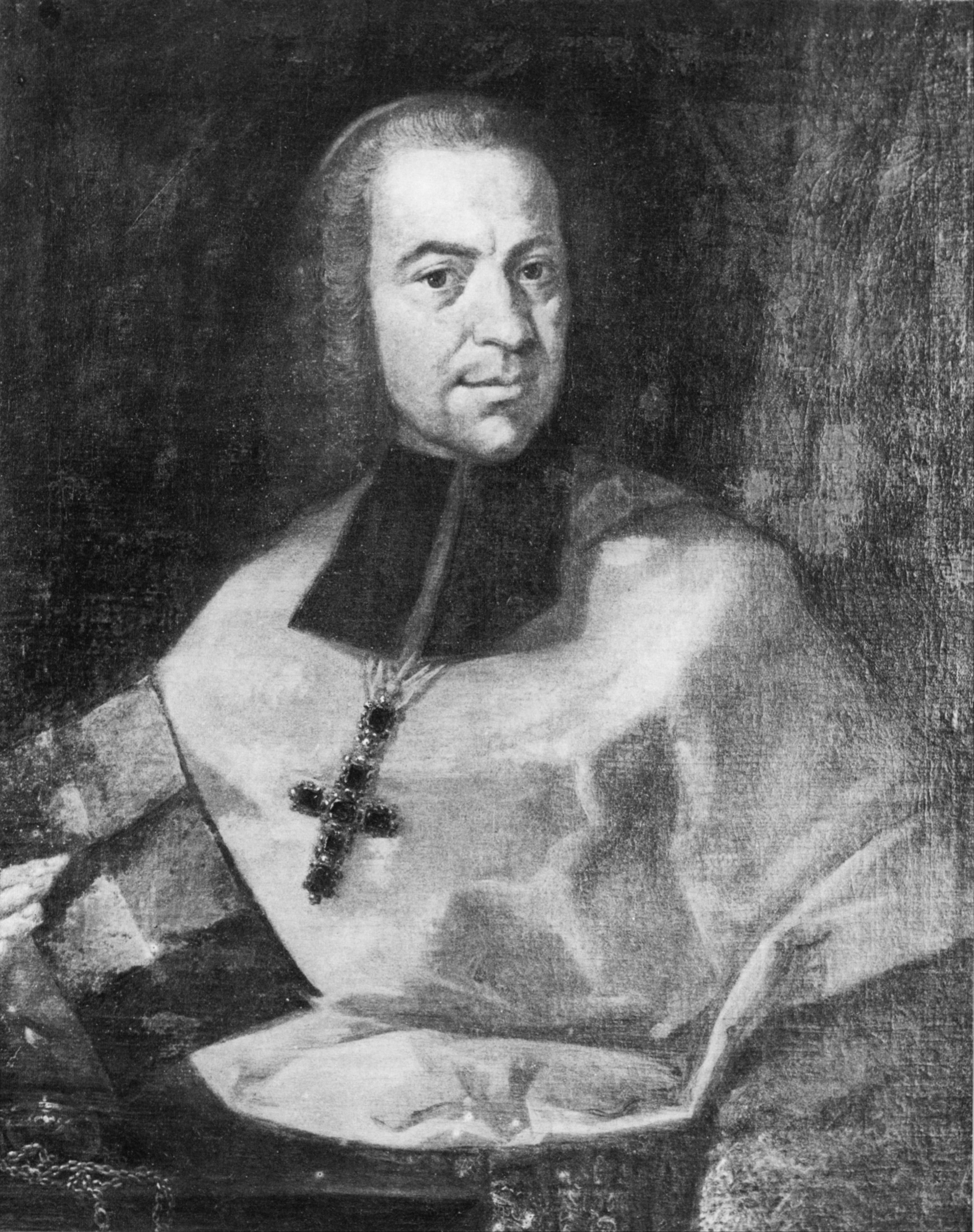
Franz Konrad von Rodt, Gemälde von Angelika Kauffmann

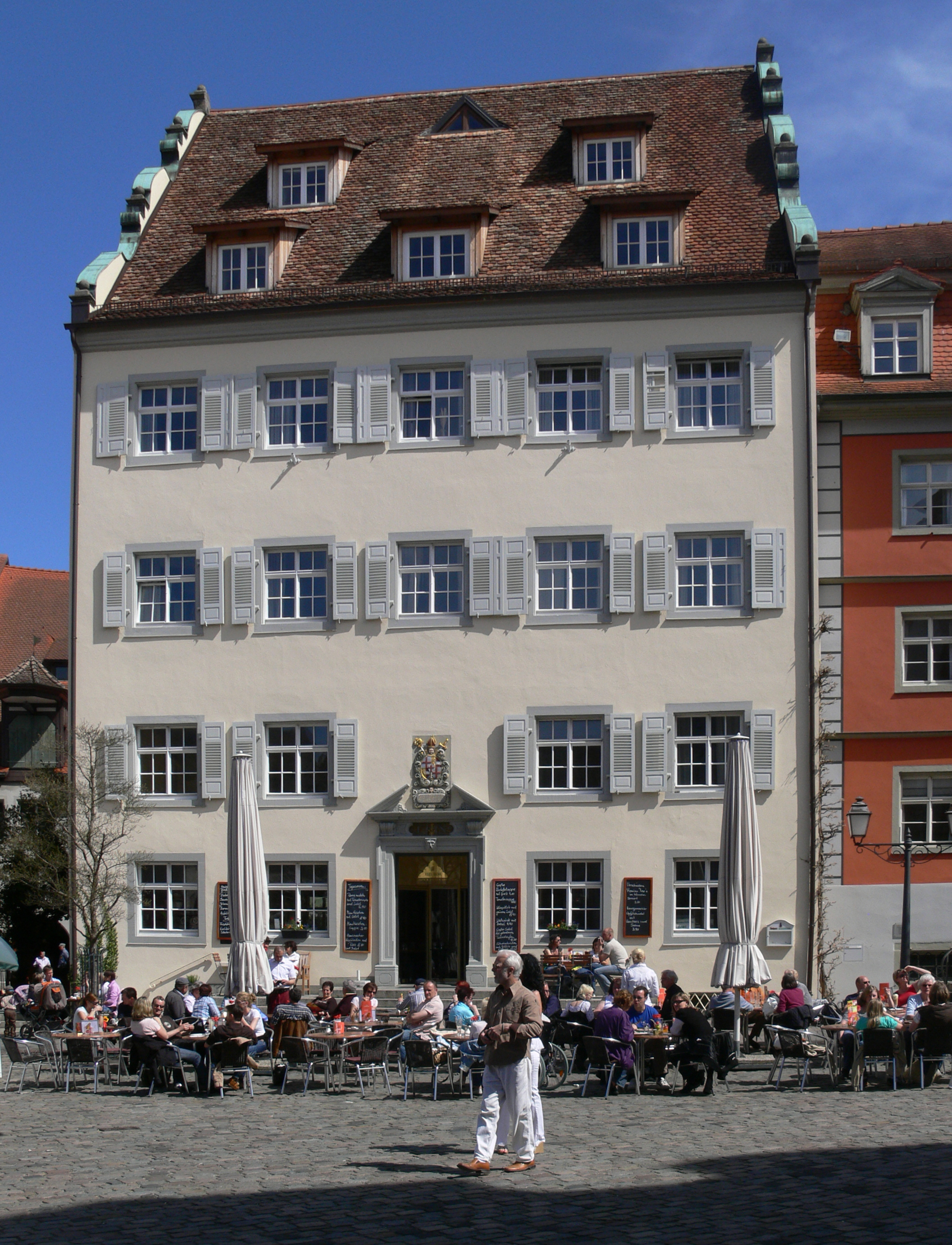
Ehemaliges Haus der Familie von Rodt am Schlossplatz 11 in Meersburg, Geburtshaus der späteren Bischöfe Franz Konrad von Rodt und Maximilian von Rodt

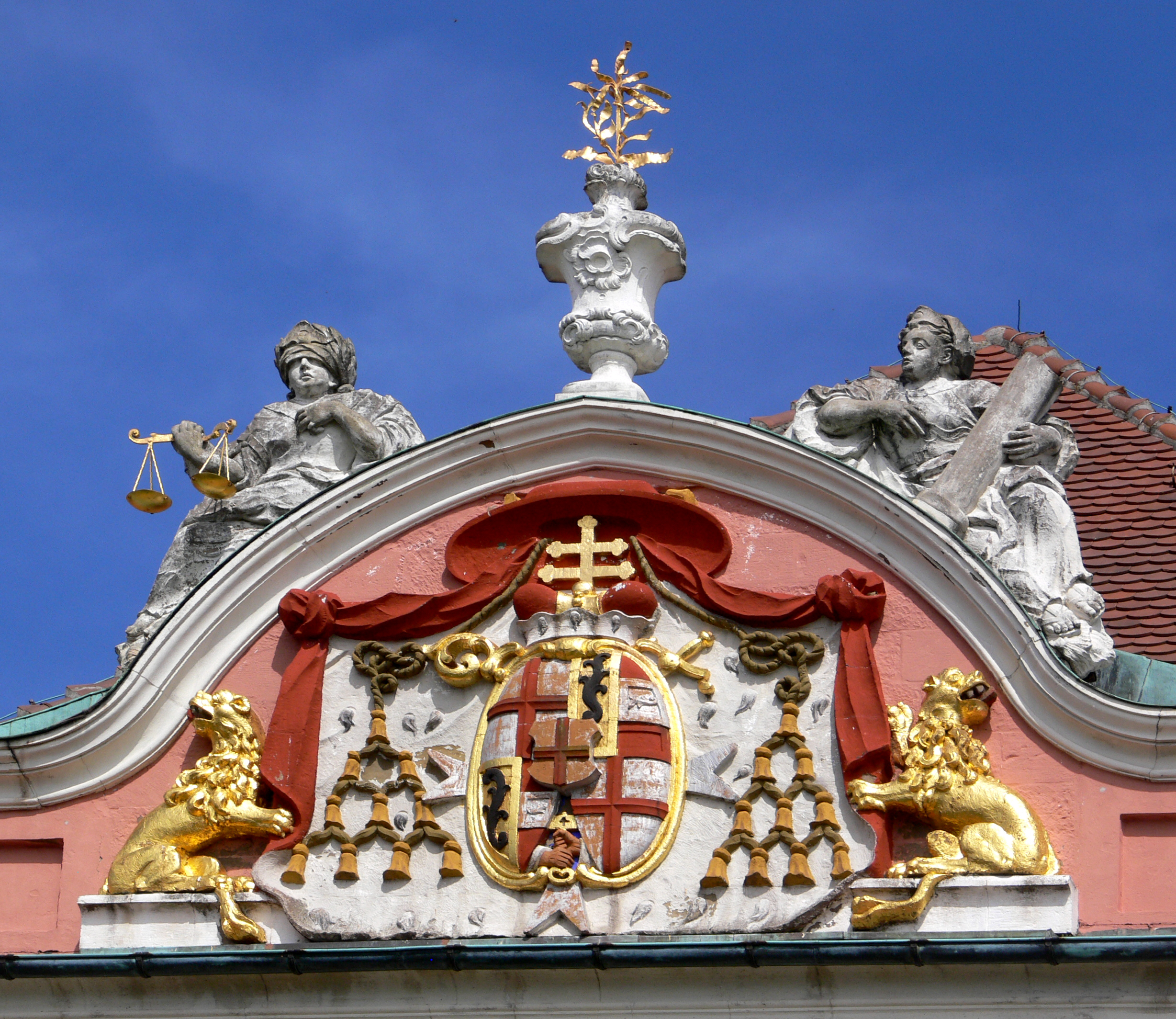
Wappen des Fürstbischofs Franz Konrad von Rodt am Neuen Schloss in Meersburg

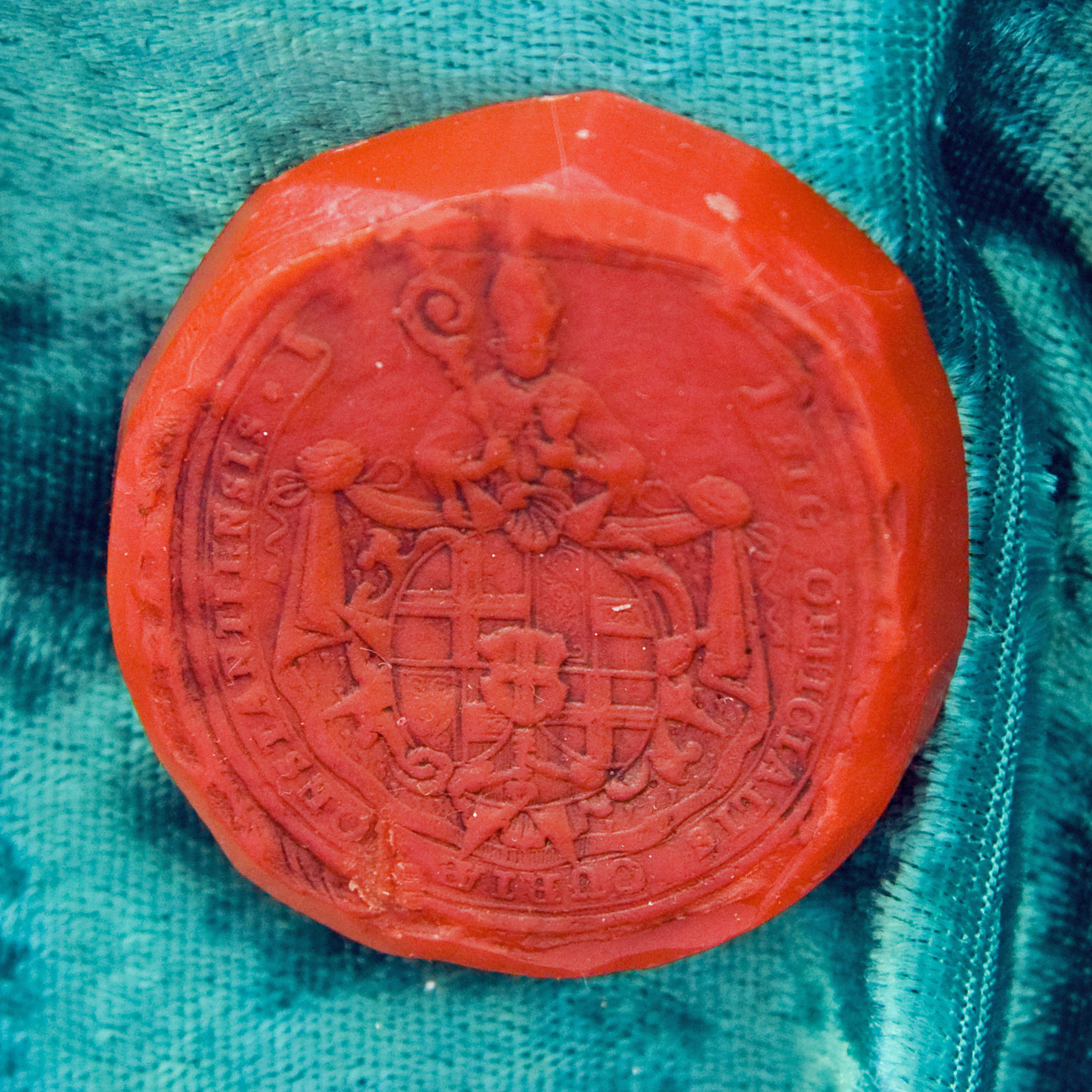
Siegel im Neuen Schloss Meersburg

Franz Konrad Kasimir Ignaz von Rodt (* 10. März 1706 in Meersburg; † 16. Oktober 1775 ebenda) war Kardinal der Römischen Kirche, Reichsfreiherr und von 1750 bis 1775 Fürstbischof von Konstanz.

## Familie
Franz Konrad von Rodt stammte aus ritterschaftlichem Adel; sein Vater war der General und Breisacher Festungskommandant Franz Christoph von Rodt (1671–1743), seine Brüder waren Maximilian Christof von Rodt, Franz Konrads Nachfolger als Fürstbischof von Konstanz (1775–1799), und die Generäle Christian von Rodt und Anton Egbert von Rodt.
Er war der letzte amtierende Inhaber des Lehens Bußmannshausen und Orsenhausen, das 1534 durch Hans von Rodt erworben wurde. Das Lehen wurde nach dem Tode seines Bruders General Christian von Rodt 1768 von Österreich eingezogen. Nach Franz Konrads Einsprache erhielt die Familie das Lehen zurück. Maximilian Christof übereignete nach seinem Tode die Herrschaft an seinen Neffen, Bernhard von Hornstein-Göffingen.

## Leben
Sein Geburtshaus befindet sich am Schlossplatz in Meersburg im ehemaligen Haus der Familie von Rodt.
Franz Konrad empfing nach Studien in Freiburg, Rom, Siena und Straßburg am 14. April 1737 die Priesterweihe in Konstanz. 1739 wurde er Koadjutor seines Onkels Kasimir Anton von Sickingen und Dompropst in Konstanz. In 1750 wurde er zum Propst von Eisgarn ernannt; ließ sich jedoch durch einen Propstkoadjutor vertreten.
Am 9. November (oder 9. Oktober) 1750 wurde Franz Konrad von Rodt vom Konstanzer Domkapitel als Nachfolger seines Onkels Kasimir Anton von Sickingen zum Bischof von Konstanz gewählt und zudem zum Domherr zu Augsburg ernannt. Die Bischofsweihe empfing er am 15. März 1751.
Am 22. Juli 1756 wurde Franz Konrad von Rodt, Reichsfürst, Herr der Reichenau und Öhningen, Träger des Großkreuzes des Johanniterordens zu Malta und Protektor zum Kardinal erhoben und am 5. April 1756 von Papst Benedikt XIV. bestätigt. Im selben Jahr wurde er Träger des Großkreuzes des Malteserordens. Am 2. August 1758 wurde er zum Kardinalpriester der Titularkirche Santa Maria del Popolo ernannt.
Die Amtszeit Konrads – wie auch später die seines Bruders Maximilians – wurde geprägt durch die Auseinandersetzungen mit der Luzerner Nuntiatur und den großen, in der Diözese Konstanz angesiedelten Abteien St. Gallen, Einsiedeln sowie dem schwäbischen Fürststift Kempten. Die Kirchenpolitik Kaiser Josephs II. verschärfte die Finanzlage des Hochstifts und gefährdete den Fortbestand der Diözese.
Franz Konrad von Rodt hatte seinen Bischofssitz im „Neuen Schloss“ in Meersburg, das 1710 von einem seiner Vorgänger, Johann Franz Schenk von Stauffenberg, eingeweiht und von ihm vollendet wurde. Aufgrund massiver Bauschäden beauftragte Franz Konrad 1759/60 Franz Anton Bagnato, das Treppenhaus von Balthasar Neumann abzureißen und neu zu errichten. Auf Initiative von Franz Konrad wurden zahlreiche Kirchen (wie die Wallfahrtskapelle Baitenhausen nordöstlich der Meersburger Oberstadt) mit Deckenfresken und Bildern ausgestattet. Reliefs mit Franz Konrads Wappen schmücken die Fassade des Schlosses an der Seeseite und an der Stadtseite.
1757 wurde Franz Konrad zudem Abt des Kastell Barbato im cremonesischen Raum, gleichwie er es auch in Szekszárd in Ungarn war. 1765 wurde er mit dem Großkreuz des königlich-ungarischen Sankt-Stephans-Orden ausgezeichnet.
Franz Konrad von Rodt starb in der bischöflichen Residenz Meersburg an einem Schlaganfall und wurde im Chorraum der katholischen Pfarrkirche von Meersburg beigesetzt. Die Folge-Pfarrkirche wurde 1827 bis 1829 erbaut und die sterblichen Überreste von Franz Konrad von Rodt sowie Christoph Metzler und Maximilian Christoph von Rodt wie Hugo von Hohenlandenberg und Johann Georg von Hallwyl in das Gruftgewölbe in der Nähe des Eingangs umgebettet.